# Sigurbjörn Einarsson

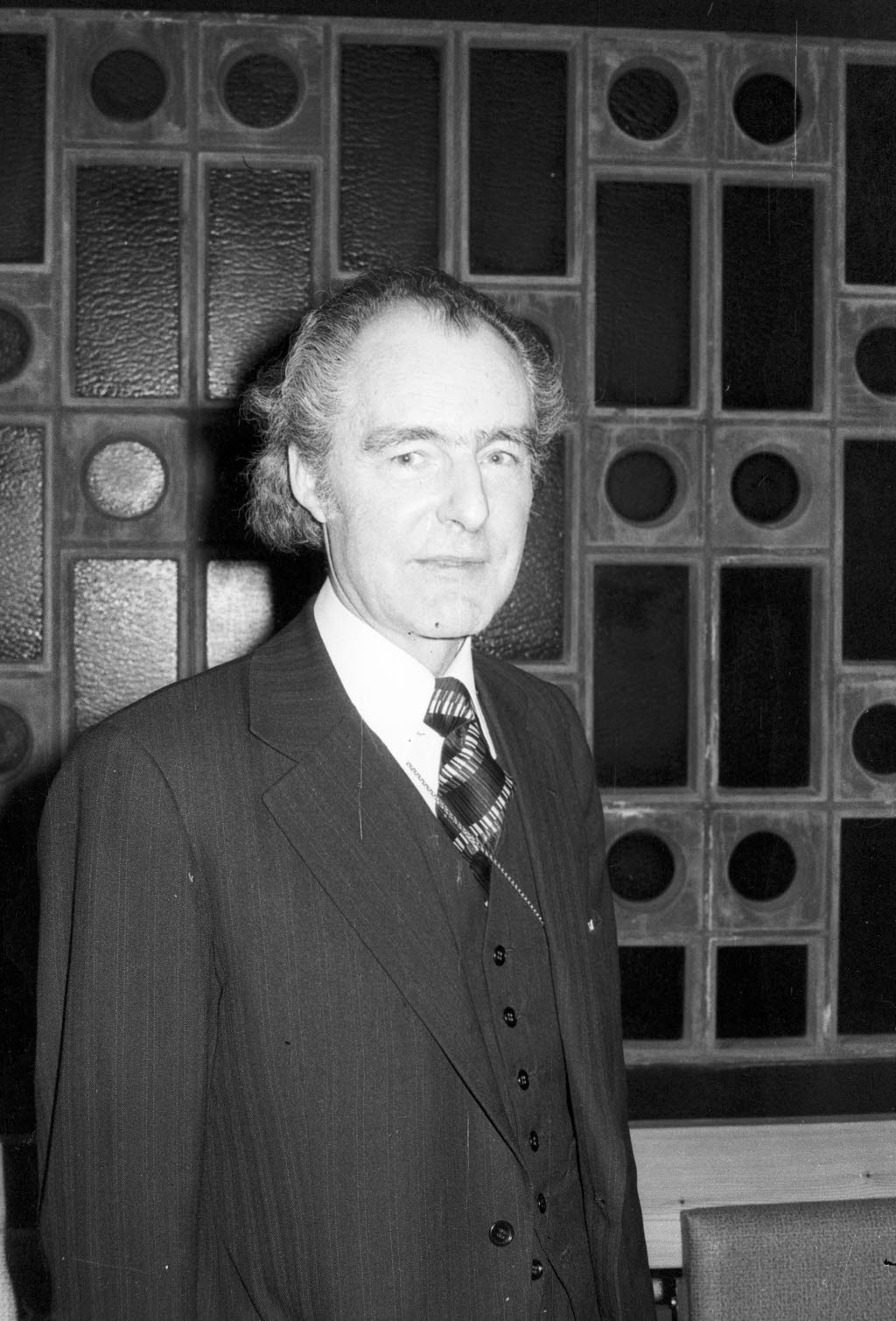
Sigurbjörn Einarsson

Sigurbjörn Einarsson (* 30. Juni 1911 in Efri-Steinsmýri, Vestur-Skaftafellssýsla, Island; † 28. August 2008 in Reykjavík) war ein isländischer evangelisch-lutherischer Theologe und Kirchenlieddichter. Von 1959 bis 1981 war er Bischof von Island.

## Leben
Der Sohn eines Landwirtes wuchs im Süden Islands auf. Nach seinem Abitur, das er 1931 auf der Menntaskólinn in Reykjavík ablegte, nahm er zunächst ein Studium der Klassischen Philologie und Geschichte an der Universität Uppsala auf. Seinem Examen 1936 mit dem Schwerpunkt Griechisch schloss er einen kurzfristigen Aufenthalt an der Universität Stockholm an. In Reykjavík erlangte er 1938 das Staatsexamen in Evangelischer Theologie. Weitere Studien, unter anderem zum Thema des Neuen Testaments, brachten ihn zwischen 1939 und 1948 an verschiedene europäische Hochschulen, zunächst wieder nach Uppsala, schließlich auch nach Cambridge und Basel.
Bereits ab dem 1. September 1938 wirkte Sigurbjörn als Pfarrer in den Orten Hvammstangi, Vesturhópi und Breiðabólstaður im Nordwesten Islands. 1941 zog er wieder nach Reykjavík und hatte dort drei Jahre lang eine Pfarrstelle an der Hallgrímskirkja, der größten Kirche der Stadt, inne. 1944 wurde er zunächst als Dozent an die Universität Island, 1949 zum Professor der Theologie berufen.
Sigurbjörn trat 1959 als Nachfolger von Ásmundur Guðmundsson das Amt des Bischofs von Island an und stand der Isländischen Staatskirche bis 1981 vor. Parallel leitete er die Isländische Bibelgesellschaft, deren Vorstand er seit 1948 angehörte. Ebenfalls zwischen 1959 und 1981 war er Vorsitzender des Nordischen Ökumenischen Instituts und des Kirchenliedausschusses. Er trat selbst als Autor von geistlichen Liedern hervor, die vereinzelt ins Deutsche übersetzt wurden. Sein Abendlied Die Sonne sinkt ins Meer wurde in der deutschen Fassung von Fritz Baltruweit in das Beiheft zum Evangelischen Gesangbuch aufgenommen (EG+ 149).
Bereits 1945 war seine Übersetzung der sogenannten „letzten Predigten“ Martin Niemöllers erschienen, die dieser vor seiner Deportation in das KZ Sachsenhausen gehalten hatte. Sigurbjörn verfasste nicht nur eine Fülle von akademisch-theologischen Schriften, so etwa zur Offenbarung des Johannes, sondern 1955 auch ein Buch über das Leben von Albert Schweitzer. Zum 300. Todestag des bedeutenden Dichters Hallgrímur Pétursson publizierte er 1974 eine deutsch-isländische Ausgabe von dessen Passionspsalmen.
1961 verlieh ihm die Universität Island die Ehrendoktorwürde, 1975 ebenso die University of Manitoba in Winnipeg.
Sigurbjörn Einarsson war seit 1933 mit der 2006 verstorbenen Näherin Magnea Þorkelsdóttir verheiratet. Aus der Ehe gingen acht Kinder hervor, darunter der Komponist Þorkell Sigurbjörnsson und der Theologe Karl Sigurbjörnsson, der 1998 ebenfalls zum Bischof von Island ernannt wurde.